# Нарсингхпур (округ)
Нарсингхпур (хинди नरसिंहपुर जिला; англ. Narsinghpur) — округ в индийском штате Мадхья-Прадеш. Образован 1 ноября 1956 года. Административный центр — город Нарсингхпур. Площадь округа — 5133 км². По данным всеиндийской переписи 2001 года население округа составляло 957 646 человек. Уровень грамотности взрослого населения составлял 77,7 %, что выше среднеиндийского уровня (59,5 %). Доля городского населения составляла 16 %.